# Danh sách Thủ tướng Tiệp Khắc
Dưới đây là danh sách thủ tướng Tiệp Khắc từ năm 1918 đến 1992.

## Cộng hòa Tiệp Khắc (Đệ Nhất Cộng hòa)
- Tomáš Garrigue Masaryk, 14 tháng 10 năm 1918 – 14 tháng 11 năm 1918 (Chính phủ lâm thời Tiệp Khắc)
- Karel Kramář, 14 tháng 11 năm 1918 – 8 tháng 7 năm 1919
- Vlastimil Tusar, 8 tháng 7 năm 1919 – 15 tháng 9 năm 1920
- Jan Černý, 15 tháng 9 năm 1920 – 26 tháng 9 năm 1921 (Chính phủ chuyển tiếp)
- Edvard Beneš, 26 tháng 9 năm 1921 – 7 tháng 10 năm 1922
- Antonín Švehla, 7 tháng 10 năm 1922 – 18 tháng 3 năm 1926
- Jan Černý, 18 tháng 3 năm 1926 – 12 tháng 9 năm 1926 (Chính phủ chuyển tiếp)
- Antonín Švehla, 12 tháng 9 năm 1926 – 1  tháng Hai năm 1929
- František Udržal, 1  tháng 2 năm 1929 – 29 tháng 10 năm 1932
- Jan Malypetr, 29 tháng 10 năm 1932 – 5 tháng 11 năm 1935
- Milan Hodža, 5 tháng 11 năm 1935 – 22 tháng 9 năm 1938
- Jan Syrový, 22 tháng 9 năm 1938 – 4 tháng 10 năm 1938 (Chính phủ chuyển tiếp)

## Cộng hòa Tiệp Khắc (Đệ Nhị Cộng hòa)
Đệ Nhị Cộng hòa bắt đầu vào 30 tháng 9 năm 1938.
- Jan Syrový, 4 tháng 10 năm năm 1938 – 1 tháng 12 năm 1938
- Rudolf Beran, 1 tháng 12 năm 1938 – 15 tháng 3 năm 1939

## Vùng bảo hộ Bohemia–Moravia, Cộng hòa Slovak và Chính phủ lâm thời Tiệp Khắc
- Rudolf Beran (Quyền, 15 tháng 3 năm 1939 – 27 tháng 4 năm 1939), Alois Eliáš (27 tháng 4 năm 1939 – 28 tháng 9 năm 1941), Jaroslav Krejčí (19 tháng 1 năm 1942 – 19 tháng 1 năm 1945) và Richard Bienert (19 tháng 1 năm 1945 – 5 tháng 5 năm 1945) là những thủ tướng của Vùng bảo hộ của người boho–Moravian
- Jozef Tiso (14 tháng 3 năm 1939 – 29 tháng 10 năm 1939), Vojtech Tuka (29 tháng 10 năm 1939 – 5 tháng 9 năm 1944) và Štefan Tiso (5 tháng 9 năm 1944 – 4 tháng 4 năm 1945) là Thủ tướng của Cộng hòa Slovak
- Jan Šrámek (21 tháng 7 năm 1940 – 5 tháng 4 năm 1945) song song, từ London, Thủ tướng lưu vong của Cộng hòa Tiệp Khắc

## Cộng hòa Tiệp Khắc (Đệ Tam Cộng hòa)
- Zdeněk Fierlinger, 5 tháng 4 năm 1945 – 2 tháng 7 năm 1946
- Klement Gottwald, 2 tháng 7 năm 1946 – 15 tháng 6 năm 1948

## Cộng hòa Xã hội chủ nghĩa Tiệp Khắc
(Tính từ "xã hội chủ nghĩa" được thêm vào trong tên hiến pháp của đất nước chỉ trong năm 1960).
- Klement Gottwald, 2 tháng 7 năm 1946 – 15 tháng 6 năm 1948
- Antonín Zápotocký, 15 tháng 6 năm 1948 – 21 tháng 3 năm 1953
- Viliam Široký, 21 tháng 3 năm 1953 – 20 tháng 9 năm 1963
- Jozef Lenárt, 20 tháng 9 năm 1963 – 8 tháng 4 năm 1968
- Oldřich Černík, 8 tháng 4 năm 1968 – 28 tháng 1 năm 1970
- Lubomír Štrougal, 28 tháng 1 năm 1970 – 11 tháng 10 năm 1988
- Ladislav Adamec, 12 tháng 9 năm 1988 – 7 tháng 12 năm 1989
- Marián Čalfa, 7 tháng 12 năm 1989 – 10 tháng 12 năm 1989

## Cộng hòa Liên bang Séc và Slovakia
- Marián Čalfa, 10 tháng 12 năm 1989 – 2 tháng 7 năm 1992
- Jan Stráský, 2 tháng 7 năm 1992 – 31 tháng 12 năm 1992